# Oteros de Boedo
Oteros de Boedo es una localidad y también una pedanía españolas de la comarca natural de Boedo-Ojeda (dentro de la comarca administrativa de Páramos - Valles) en la Provincia de Palencia, comunidad autónoma de Castilla y León, España, pertenece al municipio de Collazos de Boedo

## Geografía

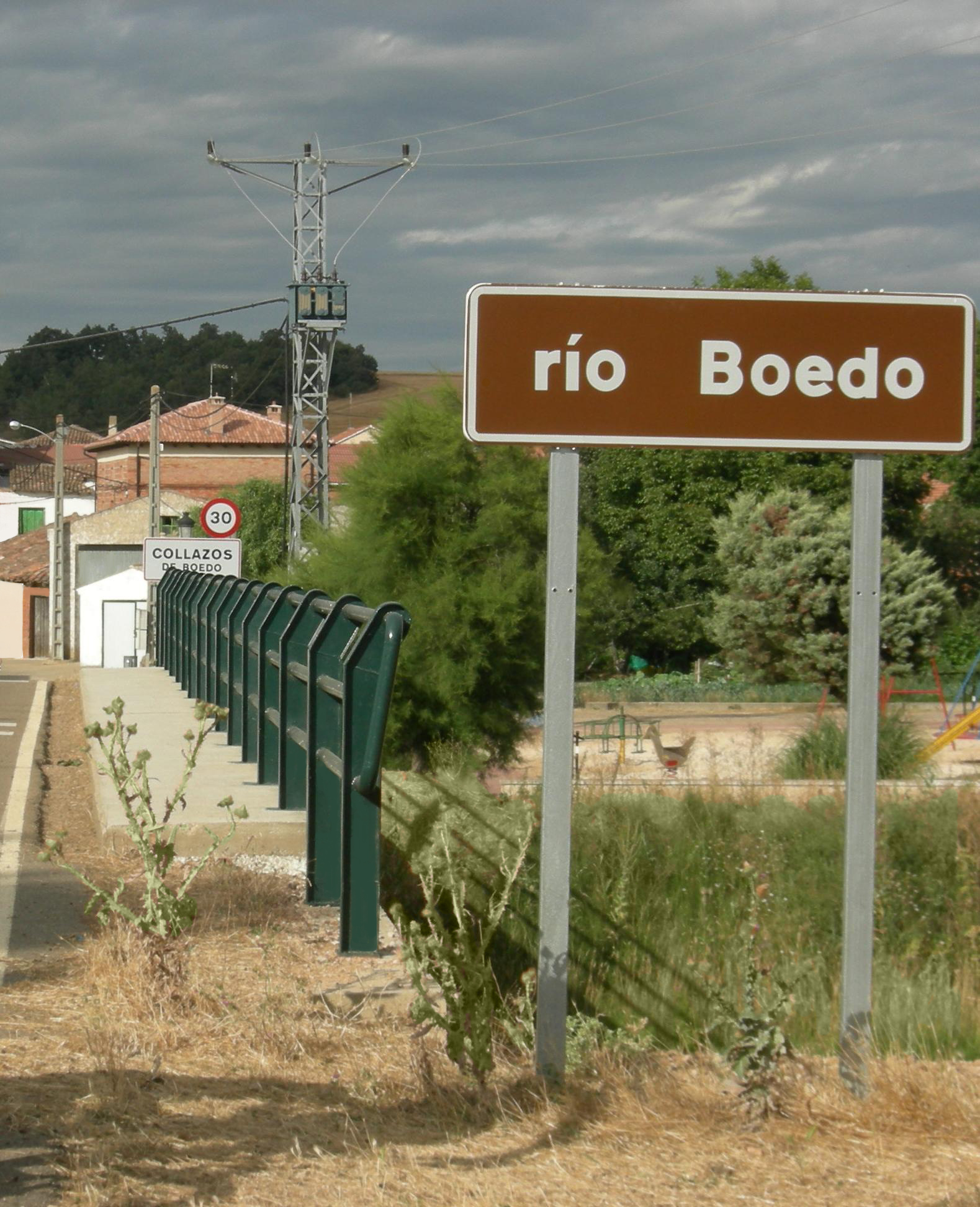
El río Boedo a su paso por Collazos de Boedo.

Situada en un otero o cerro cercano al río Boedo, se encuentra al norte de la provincia de Palencia y está a caballo entre las subcomarcas de La Ojeda y La Valdavia, en la comarca de Boedo-Ojeda. Su situación por carretera respecto a otras localidades es de 4,1 km al este de Báscones de Ojeda, 8,4 al norte de Revilla de Collazos, 8,3 al oeste de Dehesa de Romanos, 9,4 al oeste de La Vid de Ojeda y 11 al norte de Collazos de Boedo, capital y núcleo del municipio. El acceso al pueblo se puede realizar o bien mediante la carretera autonómica P-223 que va de La Puebla de Valdavia a Alar del Rey o bien por caminos de tierra que conectan con la mayoría de localidades cercanas.

### Poblaciones limítrofes
Las siguientes son las poblaciones cuyo término municipal limita con el de la pedanía de Oteros de Boedo:
| Noroeste: Báscones de Ojeda  | Norte: Micieces de Ojeda                    | Noreste: Micieces de Ojeda               |
| Oeste: Revilla de Collazos   |                                             | Este: La Vid de Ojeda, Micieces de Ojeda |
| Suroeste Revilla de Collazos | Sur: Revilla de Collazos, Dehesa de Romanos | Sureste: Dehesa de Romanos               |

## Demografía
A fecha de 1 de enero de 2015, según el Instituto Nacional de Estadística, la población de la localidad era de 39 habitantes (24 hombres y 15 mujeres). Pese a esto la población de Oteros de Boedo aumenta durante los meses de julio, agosto y mitad de septiembre, para posteriormente volverse a restablecer. En los últimos cincuenta años las cifras de población de la localidad han sufrido un gran descenso debido al exorbitante proceso de despoblación que tuvo y sigue teniendo lugar en las zonas rurales españolas, siendo Castilla y León una de las mayores afectadas. 
La población de la provincia de Palencia se vio drásticamente reducida debido a un abandono masivo de la provincia por parte de las generaciones comprendidas entre los años 50, 60 y 70. Las pocas oportunidades laborales, la escasez de servicios y la poca valoración profesional que se otorgaba a los trabajadores empujó a miles de palentinos a emigrar a otros lugares del territorio español donde tuvieran mayores posibilidades de prosperar, llevando a la provincia a perder en tan sólo treinta años el 20% de su población activa. La pérdida de población gradual ha continuado siendo un panorama habitual a la par que preocupante. Estos funestos datos no dejan a Oteros de Boedo al margen, ya que se encuentra en una crítica situación y en camino al absoluto abandono si no se hace algo para dar un impulso económico a la zona.
Evolución de la población en el siglo XXI
| Gráfica de evolución demográfica de Oteros de Boedo entre 2000 y 2020 |
|                                                                       |
| Población de derecho (2000-2020) según el padrón municipal del INE    |

## Economía
La agricultura y la ganadería son las dos actividades económicas mayoritarias en las que se basan los habitantes en edad laboral. Estas actividades representan más del 90 % de la ocupación de estos habitantes juntamente con el transporte de mercancías con vehículos especializados propios. Algunas otras ocupaciones, aunque pocas, también se realizan en el pueblo.

## Historia
Durante la Edad Media pertenecía a la Merindad menor de Monzón, Meryndat de Monçon
Tras la caída del Antiguo Régimen la localidad se constituye en municipio constitucional que en el censo de 1842 contaba con 20 hogares y 104 vecinos, para posteriormente integrarse en el ayuntamiento municipal de Collazos de Boedo.

## Turismo
La localización geográfica de Oteros de Boedo permite realizar el denominado turismo rural.
Pese a las pequeñas dimensiones del pueblo podemos encontrar en él una casa rural que hace funciones de posada para viajeros que quieran dejar la ajetreada vida urbana de las ciudades o grandes pueblos para pasar unos días de relajación rodeado de un ambiente totalmente tranquilo, donde se puede disfrutar de los preciosos paisajes de los campos palentinos.
La villa está en un enclave privilegiado ya que está justo entre varios lugares de interés de la provincia. Al norte, a unos 60 kilómetros aproximadamente, encontramos el parque natural de Fuentes Carrionas y Fuente Cobre-Montaña Palentina e inmediatamente después, ya tocando con Cantabria, se vislumbran los primeros picos que indican el comienzo de los llamados Picos de Europa incluidos en su parque nacional. En estos mismos picos, se encuentra la estación de esquí del Alto Campoo. También en el norte, a unos 25 km de Oteros, cerca de la localidad de Mave encontramos el espléndido espacio natural de Las Tuerces.
Oteros de Boedo está también en la región denominada como el Norte de Palencia, que incluye las comarcas administrativas de Montaña Palentina y la región norteña de Páramos - Valles. El Norte de Palencia es también denominado por muchos como la Cuna del Románico. En las comarcas que rodean a Oteros de Boedo podemos disfrutar de la mayor concentración de construcciones románicas de España, las cuales han sido reconocidas como Patrimonio de la Humanidad por la UNESCO.
A esto hay que añadirle las construcciones románicas que podemos encontrar en el centro de la provincia cerca del Camino de Santiago y la gran presencia de  castillos medievales por las tierras bajas de la provincia, más cercanas a Palencia.

## Fiestas
Las fiestas de Oteros de Boedo, en motivo de los días de Nuestra Señora y de San Roque, son el 14, 15 y 16 de agosto de cada año.
El programa de las fiestas suele tener nuevas innovaciones cada año, pero hay varias actividades que se repiten siempre como la gran pancetada y chorizada que tiene lugar en las barbacoas de la fuente, el campeonato local de nita y bolos palentinos, la sesión de discoteca rural hasta altas horas de la mañana en la plaza del pueblo, la enorme variedad de juegos para todas las edades que unen a todo el pueblo o la chocolatada de final de fiestas entre otras. Durante estos días, además de los previos y posteriores, es cuando en el pueblo se vive el mejor ambiente ya que las fiestas incitan a salir a la calle a todos los vecinos que residen en verano en el pueblo.